# 全國大專校院運動會
全國大專校院運動會（英語：National Intercollegiate Athletic Games），簡稱全大運，是一項供臺灣大學生運動員參加的綜合性體育活動，由教育部主辦、各大專校院承辦，中華民國大專院校體育總會（大專體總）協辦並籌辦分區錦標賽。

中華民國大專院校體育總會會徽

## 簡介
1951年在臺北市立教育大學舉辦第一屆大學聯合運動大會；1956年併入臺灣中等學校運動會（中運會）一同舉行，更名為臺灣省中等以上學校運動會（中上運動會），競賽種類只有田徑，到1955年共辦了4屆。1969年，大專校院增加迅速，中上運動會已無法兼容辦理，決定單獨舉辦中華民國大專校院運動會，並劃分權責：全中運由臺灣省政府教育廳主辦，全大運由教育部主辦。第一屆全大運自1970年正式單獨舉辦，並由臺北市立體育專科學校首度承辦；之後由各大專校院輪流申辦，舉辦日期多於每年4至5月間，賽期以7日為限。

## 競賽項目
全大運競賽種類分為必辦項目與自選項目，必辦項目有10種，而自選項目種類有高爾夫、保齡球、撞球、空手道、角力及木球。東道主可從自選項目挑選1至2種選辦，或可從最近一屆已辦或將辦的奧運、亞運或世大運競賽種類中選辦。
必辦項目：
- 田徑
- 體操
- 擊劍
- 柔道
- 桌球
- 羽球
- 水上運動（以游泳為限）
- 跆拳道
- 空手道
- 舉重
- 射箭
- 射擊
- 網球
- 拳擊
- 輕艇

歷屆選辦項目：
- 木球
- 高爾夫球
- 保齡球
- 滑輪溜冰
- 鐵人三項
- 軟式網球
- 定向越野
- 電子競技
- 角力
- 競技啦啦隊
- 武術

## 歷屆賽事
| 屆數                   | 年份   | 舉辦地 | 日期                                                            | 承辦學校                 | 參賽校數 | 參賽人數 |
| ---------------------- | ------ | ------ | --------------------------------------------------------------- | ------------------------ | -------- | -------- |
| 第1屆                  | 1970年 | 臺北市 | 12月26日－12月28日                                              | 臺北市立體育專科學校     | 80       | 1,407    |
| 第2屆                  | 1971年 | 高雄市 | 3月27日－3月29日                                                | 中華民國海軍軍官學校     | 85       | 1,423    |
| 第3屆                  | 1972年 | 臺中市 | 5月5日－5月7日                                                  | 臺灣省立體育專科學校     | 88       | 1,541    |
| 第4屆                  | 1973年 | 高雄縣 | 4月12日－4月14日                                                | 中華民國陸軍軍官學校     | 83       | 1,483    |
| 第5屆                  | 1974年 | 臺北市 | 5月9日－5月11日                                                 | 國立臺灣師範大學         | 94       | 1,784    |
| 第6屆                  | 1975年 | 高雄縣 | 5月8日－5月10日                                                 | 中華民國空軍軍官學校     | 91       | 1,498    |
| 第7屆                  | 1976年 | 臺北市 | 5月6日－5月8日                                                  | 臺北市立體育專科學校     | 106      | 2,427    |
| 第8屆                  | 1977年 | 臺北市 | 5月17日－5月20日                                                | 政治作戰學校             | 105      | 2,790    |
| 第9屆                  | 1978年 | 屏東縣 | 4月4日－4月7日                                                  | 臺灣省立屏東師範專科學校 | 104      | 2,347    |
| 第10屆                 | 1979年 | 臺北市 | 5月10日－5月13日                                                | 國立臺灣大學             | 106      | 2,786    |
| 第11屆                 | 1980年 | 桃園縣 | 5月5日－5月8日                                                  | 中正理工學院             | 117      | 2,994    |
| 第12屆                 | 1981年 | 臺南市 | 5月10日－5月13日                                                | 國立成功大學             | 107      | 2,656    |
| 第13屆                 | 1982年 | 臺中市 | 5月9日－5月12日                                                 | 臺灣省立體育專科學校     | 108      | 2,221    |
| 第14屆                 | 1983年 | 臺北縣 | 5月21日－5月25日                                                | 輔仁大學                 | 108      | 2,889    |
| 第15屆                 | 1984年 | 新竹市 | 5月6日－5月9日                                                  | 國立交通大學             | 111      | 3,075    |
| 第16屆                 | 1985年 | 臺南縣 | 5月5日－5月8日                                                  | 崑山工業專科學校         | 112      | 6,981    |
| 第17屆                 | 1986年 | 臺北市 | 5月4日－5月7日                                                  | 國立臺灣師範大學         | 109      | 3,380    |
| 第18屆                 | 1987年 | 臺東縣 | 5月6日－5月12日                                                 | 臺灣省立臺東師範專科學校 | 110      | 4,308    |
| 第19屆                 | 1988年 | 桃園縣 | 5月3日－5月7日                                                  | 國立中央大學             | 111      | 5,715    |
| 第20屆                 | 1989年 | 臺中市 | 5月3日－5月6日                                                  | 國立中興大學             | 112      | 4,644    |
| 第21屆                 | 1990年 | 臺北市 | 5月1日－5月4日                                                  | 臺北市立體育專科學校     | 110      | 4,479    |
| 第22屆                 | 1991年 | 桃園縣 | 5月4日－5月7日                                                  | 中原大學                 | 118      | 4,666    |
| 第23屆                 | 1992年 | 臺中市 | 5月2日－5月6日                                                  | 臺灣省立體育專科學校     | 127      | 5,561    |
| 第24屆                 | 1993年 | 臺北市 | 4月24日－4月28日                                                | 臺北市立體育專科學校     | 127      | 5,250    |
| 第25屆                 | 1994年 | 臺中市 | 5月7日－5月11日                                                 | 臺灣省立體育專科學校     | 134      | 5,238    |
| 第26屆                 | 1995年 | 高雄縣 | 5月6日－5月10日                                                 | 中華民國陸軍軍官學校     | 136      | 5,668    |
| 第27屆                 | 1996年 | 臺北市 | 5月11日－5月15日                                                | 國立臺灣師範大學         | 127      | 5,535    |
| 第28屆                 | 1997年 | 嘉義縣 | 4月26日－4月30日                                                | 國立中正大學             | 136      | 5,565    |
| 第29屆                 | 1998年 | 彰化縣 | 5月8日－5月12日                                                 | 大葉大學                 | 140      | 8,038    |
| 第30屆                 | 1999年 | 嘉義市 | 3月26日－3月30日                                                | 國立嘉義技術學院         | 138      | 7,801    |
| 第31屆                 | 2000年 | 新竹縣 | 4月23日－4月28日                                                | 明新技術學院             | 84       | 4,713    |
| 第32屆                 | 2001年 | 花蓮縣 | 5月5日－5月9日                                                  | 國立東華大學             | 139      | 9,949    |
| 第33屆                 | 2002年 | 高雄縣 | 3月29日－4月2日                                                 | 義守大學                 | 165      | 7,828    |
| 2003年因SARS影響而取消 |        |        |                                                                 |                          |          |          |
| 第34屆                 | 2004年 | 臺中市 | 3月5日－3月9日                                                  | 國立臺灣體育學院         | 160      | 11,409   |
| 第35屆                 | 2005年 | 嘉義縣 | 4月29日－5月3日                                                 | 國立中正大學             | 162      | 8,867    |
| 第36屆                 | 2006年 | 雲林縣 | 4月7日－4月11日                                                 | 國立雲林科技大學         | 150      | 8,487    |
| 第37屆                 | 2007年 | 臺北市 | 5月4日－5月8日                                                  | 臺北市立體育學院         | 167      | 8,199    |
| 第38屆                 | 2008年 | 彰化縣 | 5月9日－5月13日                                                 | 國立彰化師範大學         | 137      | 8,886    |
| 第39屆                 | 2009年 | 臺北市 | 5月2日－5月6日                                                  | 國立臺灣師範大學         | 162      | 8,946    |
| 第40屆                 | 2010年 | 桃園縣 | 5月7日－5月11日                                                 | 國立體育大學             | 156      | 6,282    |
| 第41屆                 | 2011年 | 臺中市 | 5月6日－5月10日                                                 | 國立中興大學             | 164      | 9,200    |
| 第42屆                 | 2012年 | 高雄市 | 5月4日－5月8日                                                  | 義守大學                 | 165      | 12,148   |
| 第43屆                 | 2013年 | 宜蘭縣 | 4月27日－5月1日                                                 | 國立宜蘭大學             | 163      | 9,404    |
| 第44屆                 | 2014年 | 雲林縣 | 5月17日－5月21日                                                | 國立雲林科技大學         | 164      | 9,502    |
| 第45屆                 | 2015年 | 新北市 | 5月2日－5月6日                                                  | 輔仁大學                 | 161      | 8,965    |
| 第46屆                 | 2016年 | 臺東縣 | 4月30日－5月3日                                                 | 國立臺東大學             | 162      | 9,293    |
| 第47屆                 | 2017年 | 臺北市 | 5月6日－5月10日                                                 | 國立臺灣大學             | 161      | 9,606    |
| 第48屆                 | 2018年 | 桃園市 | 4月28日－5月2日                                                 | 國立中央大學             | 159      | 9,818    |
| 第49屆                 | 2019年 | 嘉義縣 | 4月27日－5月1日                                                 | 國立中正大學             | 157      | 9,928    |
| 第50屆                 | 2020年 | 高雄市 | 10月31日－11月4日                                               | 國立高雄大學             | 164      | 6,827    |
| 第51屆                 | 2021年 | 臺南市 | 5月14日－5月15日（原訂） 10月1日－10月5日（部分因新冠疫情延期） | 國立成功大學             | 150      | 10,059   |
| 第52屆                 | 2022年 | 桃園市 | 5月7日－5月11日                                                 | 國立體育大學             | 151      |          |
| 第53屆                 | 2023年 | 桃園市 | 5月6日－5月10日                                                 | 中原大學                 |          |          |
| 第54屆                 | 2024年 | 臺中市 | 5月4日－5月8日                                                  | 國立臺灣體育運動大學     |          |          |
| 第55屆                 | 2025年 | 臺南市 | 4月27日－5月2日                                                 | 長榮大學                 |          |          |
| 第56屆                 | 2026年 | 桃園市 |                                                                 | 國立中央大學             |          |          |
| 第57屆                 | 2027年 | 臺北市 |                                                                 | 臺北市立大學             |          |          |
| 第58屆                 | 2028年 | 新竹市 |                                                                 | 國立清華大學             |          |          |
| 第59屆                 | 2029年 | 屏東縣 |                                                                 | 國立屏東大學             |          |          |

## 競賽成績
- 2006年以後，詳細成績請見外部連結各年度全國大專院校運動會成績列表。

## 外部連結
- 2006全國大專校院運動會決賽成績列表（页面存档备份，存于）
- 2007全國大專校院運動會決賽成績列表（页面存档备份，存于）
- 2008全國大專校院運動會決賽成績列表（页面存档备份，存于）
- 2009全國大專校院運動會決賽成績列表（页面存档备份，存于）
- 2010全國大專校院運動會決賽成績列表（页面存档备份，存于）
- 2011全國大專校院運動會決賽成績列表（页面存档备份，存于）
- 2012全國大專校院運動會決賽成績列表（页面存档备份，存于）
- 2013全國大專校院運動會決賽成績列表（页面存档备份，存于）
- 2014全國大專校院運動會決賽成績列表（页面存档备份，存于）
- 2015全國大專校院運動會決賽成績列表（页面存档备份，存于）
- 2016全國大專校院運動會決賽成績列表（页面存档备份，存于）
- 2017全國大專校院運動會決賽成績列表（页面存档备份，存于）
- 2018全國大專校院運動會決賽成績列表（页面存档备份，存于）
- 2019全國大專校院運動會決賽成績列表（页面存档备份，存于）
- 2020全國大專校院運動會決賽成績列表
- 中華民國大專院校體育總會（页面存档备份，存于）
- 全國大專院校運動會成績總表（页面存档备份，存于）